# Anna Marie Komorowská

Haběcí erb rodu Komorowských

Anna Marie hraběnka d'Udekem d'Acoz (narozená jako Anna Maria Komorowska; * 24. září 1946 Białogard) je polsko-belgická šlechtična, matka belgické královny Mathildy. 

## Rodina a děti
Anna Marie Komorowská se narodila v polském Białogardu jako třetí ze šesti dětí Leona Michala Komorowského (14. srpna 1907, Siedliska – 3. září 1992, Fauvillers ) a jeho manželky, kněžny Sofie Sapiehové (10. října 1919, Bobrek – 14. srpna 1997, Herstal).
Má pět sourozenců:
- hraběnku Gabrielu Marii Komorowskou (* 20. prosince 1943),
- hraběnku Rozu Marii Komorowskou (* 5. července 1945),
- hrabě Michala Leona Komorowského (* 4. ledna 1953),
- hraběnku Kristýnu Marii Komorowskou (* 14. února 1955) a
- hraběnku Marii Terezu Komorowskou (* 10. ledna 1958).

1. září 1971 se vdala ve Forville za Jonkheera Patrick d'Udekem d'Acoz, církevní sňatek se konal 11. září 1971 v Hannutu. Narodilo se jim pět dětí:
- Hraběnku Mathilde Marie Christine Ghislaine d'Udekem d'Acoz (* 20. ledna 1973)
- Jonkvrouw Marie-Alix Suzanne Ghislaine d'Udekem d'Acoz (5. září 1974 – 14. srpna 1997)
- Hraběnka Élisabeth Marie Hedwige Ghislaine d'Udekem d'Acoz (* 17. ledna 1977), která se v roce 2006 vdala za markraběte Alfonse Pallaviciniho
- Hraběnka Hélène Marie Michèle Ghislaine d'Udekem d'Acoz (* 22. září 1979), která se v roce 2011 oženila s baronem Nicolasem Janssenem
- Hrabě Charles-Henri Marie Ghislain d'Udekem d'Acoz (* 14. května 1985)

Anna Marie Komorowská pochází z polského šlechtického rodu Komorowských, jejíž původ sahá k Dymitru Komorowskému (* kolem roku 1340) z rozrodu Korczaků. V roce 1469 král Matyáš Korvín jmenoval Petra Komorowského hrabětem z Liptova a Oravy, který později přešel na jeho bratra Petra Mikuláše Komorowského a jeho potomky. V roce 1780 Jakub Komorowský získal hraběcí titul od krále Stanislava II. Augusta Poniatowského, který zůstal i následujícím generacím Komorowských.
 